# نهر جاكسون (فرجينيا)
نهر جاكسون (بالإنكليزية:Jackson River) هو أحد الروافد الرئيسية لنهر جيمس في الولايات المتحدة الأمريكية في ولاية فرجينيا، التي تتدفق 96.4 ميل (155.1 كم). يتكون نهر جيمس على يد التقاء نهر جاكسون و نهر كوباستور.